# Грэйс (фильм, 2014)
«Грэйс» (англ. Grace: The Possession) — канадо-американский фильм ужасов 2014 года режиссёра Джеффа Чана.

## Сюжет
Жизнь в колледже это не только учёба. Будучи выходцем из религиозной семьи, молодая девушка Грэйс лишает себя таких радостей как вечеринки, алкоголь, курение наркотиков и короткие шорты. Благодаря усилиям её бабушки, сильно религиозной женщины, она неброско одевается, не красится и до сих пор не была с мужчиной. Её соседка по комнате Джессика, сразу давшая ей понять, что не жалует «святош», подчёркивает, что будучи такой какая она есть, не сможет вписаться в общество. И всё же Грэйс решает позволить себе прилично одеться, пусть даже и в позаимствованную одежду, и сходить на вечеринку, чтобы напиться и понравиться местному красавчику Брэду. Ни он, ни Джессика ещё не знают, что Грэйс одержима Демоном.

## В ролях
| Актёр                | Роль              |
| -------------------- | ----------------- |
| Алексия Фэст         | Грэйс             |
| Лин Шэй              | бабушка Хелен     |
| Алексис Кнапп        | Джессика          |
| Бретт Дир            | Брэд              |
| Джоэл Дэвид Мур      | Люк               |
| Алан Дэйл            | отец Джон         |
| Кристина Ястржембска | Маргарет          |
| Мэттью МакКоулл      | молодой священник |

## Награды и номинации
- 2015 — 2 премии «Leo Awards» в категориях «Best Overall Sound in a Motion Picture» и «Best Stunt Coordination in a Feature Length Drama», и 3 номинации на премию в категориях «Best Sound Editing in a Motion Picture», «Best Casting in a Motion Picture» и «Best Picture Editing in a Motion Picture»[6].